# Dimiter Marinov
Dimiter Marinov est un acteur américano-bulgare né le 6 octobre 1964 à Sofia.

## Biographie
Il est connu dans le rôle de Kerimov dans Act of Valor.

## Filmographie

### Cinéma
- 1979 : Tri od more : Zoro
- 1990 : Sofiyska istoriya
- 2012 : Act of Valor : Kerimov
- 2014 : Behaving Badly : Mantas Bartuska
- 2016 : Triple 9 : le conducteur
- 2017 : Hell or Hot Sauce : D'miter
- 2017 : Russian American : Arkadi
- 2017 : A Picture with Yuki : Major Grigor Antonov
- 2018 : Green Book : Sur les routes du sud
- 2019 : Follow Me
- 2021 : Une affaire de détails

### Télévision
- 2001 : La Loi du fugitif : l'interprète (1 épisode)
- 2011 : Mr. Sunshine : l'oncle (1 épisode)
- 2011 : Los Angeles, police judiciaire : le joueur d'échecs (1 épisode)
- 2012 : NCIS : Enquêtes spéciales : Ghenna Kozlov (1 épisode)
- 2013 : Touch : le taxi (1 épisode)
- 2014 : Brooklyn Nine-Nine : Alexei Bisko (1 épisode)
- 2015 : Agent Carter : Fyodor (1 épisode)
- 2015 : NCIS : Los Angeles : le conducteur de limousine (1 épisode)
- 2015 : Scorpion : Zoric (1 épisode)
- 2016 : The Odd Couple : Sasha (1 épisode)
- 2016 : The Americans : Fyodor (1 épisode)
- 2016 : Ray Donovan : le Russe (1 épisode)
- 2016 : Better Things : le donateur (1 épisode)
- 2017 : Baskets : Vladimir (1 épisode)
- 2017 : Angie Tribeca : Anton Tchekhov (1 épisode)
- 2017 : Shooter : l'officier russe (1 épisode)
- 2017 : Shut Eye : Landlord (1 épisode)
- 2018 : Barry : Abbas (1 épisode)
- 2018 : Strangers : Vlad (1 épisode)
- 2019 : Red Carpet Report (1 épisode)